# گاسپار کوئلیو
گاسپار کوئلیو انگلیسی: Gaspar Coelho؛ (تولد ۱۵۲۹- مرگ ۷ مه ۱۵۹۰) یک مبلغ مذهبی مسیحی و از اعضای انجمن عیسی (یسوعی‌ها) اهل پرتغال بود. وی در سال ۱۵۷۲ به ژاپن وارد شد. او در سال ۱۵۵۶ به انجمن عیسی در گوا (جنوب غربی هند) پیوست و تنها چهار سال بعد، برای همراهی بالاترین مقام آسیایی انجمن، آنتونیو د کوادروس، در تور هند انتخاب شد.

## اوایل زندگی
کوئلیو در پورتو، پرتغال به دنیا آمد. او در سال ۱۵۵۶ به انجمن عیسی در گوا (جنوب غربی هند) پیوست و تنها چهار سال بعد، برای همراهی بالاترین مقام آسیایی انجمن، آنتونیو د کوادروس، در تور هند انتخاب شد.

## در ژاپن
کوئلیو برای اولین بار در حدود سال ۱۵۷۰ به دعوت فرانسیسکو کابرال وارد ژاپن شد. کوئلیو و کابرال استراتژی تلاش برای تغییر مذهب بودایی‌ها و تخریب معابد بودایی و شینتو در قلمروهای مسیحی ژاپن، مانند قلمروی اومورا را دنبال کردند، جایی که یسوعی‌ها از اومورا سومیتادا در شکست سایگو سومیتاکا حمایت کردند. در سال‌های پایانی رهبری سومیتادا، کوئیلو، موجی از تخریب معابد بودایی و شینتو را در این حوزه تشویق کرد. او همچنین سومیتادا را متقاعد کرد که تمام رعایای خود را به زور به مسیحیت تبدیل کند. کوئلیو همچنین به خاندان آریما خدمت می‌کرد، که ریاست غسل تعمید آریما یوشی‌سادا را در سال ۱۵۷۶ بر عهده داشت.
کوئلیو در سپتامبر ۱۵۸۱ به مقام مافوق مبلغان ژاپن رسید و پس از خروج الساندرو والیگنانو در فوریه ۱۵۸۲، مسئولیت این مبلغان را بر عهده گرفت. پس از انتصاب خود به عنوان مافوق، کوئلیو دستور ساخت یک کشتی جنگی فوستا را برای یسوعی‌ها در ناگاساکی داد که بودجه آن توسط بازرگانان محلی پرتغالی و خدمه آن مسیحیان ژاپنی تأمین می‌شد.
کوئلیو از آریما هارونوبو در پیروزی ۱۵۸۴ در قلمروی شیمابارا در برابر ریوزوجی تاکانوبو حمایت کرد. ریوزوجی تاکانوبو تهدید کرده بود که کوئلیو را به صلیب می‌کشد و بندر ناگاساکی را به سربازان خاندان ریوزوجی خواهد داد. کوئلیو سامورایی‌های مسیحی دیگر و همچنین مسیحیان فیلیپین اسپانیایی را لابی کرد تا از آریما علیه ریوزوجی‌ها حمایت کنند.

## رابطه با تویوتومی هیده‌یوشی
تویوتومی هیده‌یوشی ژاپن را از طریق یک لشکرکشی نه ساله از ۱۵۸۲ تا ۱۵۹۱ متحد کرد. مبلغان یسوعی برای اولین بار در سال ۱۵۸۳ به اوساکا، مقر هیده‌یوشی، وارد شدند و پس از آن مقر هیده‌یوشی در قلعه قلعه اوساکا تعدادی مسیحی ژاپنی، از جمله بسیاری از زنانی که به این دین علاقه‌مند شدند، حضور داشت.
کوئیلو در سال ۱۵۸۶ از هیده‌یوشی در اوساکا دیدن کرد. در این جلسه، هیده‌یوشی از کوئلیو خواست تا تهیه دو کشتی پرتغالی را برای حمله به کره و چین برای او تضمین کند. کوئیلو نه تنها با این معامله موافقت کرد، بلکه پیشنهاد کرد که انجمن می‌تواند نیروهای بیشتری از پرتغالی‌ها به دست آورد، و پیشنهاد داد دایمیوهای مسیحی را علیه خاندان شیمازو جمع کند. این امر هیده‌یوشی را آگاه کرد که کوئیلو ممکن است به‌طور بالقوه محوری از حوزه‌های مسیحی با وفاداری به یک دین خارجی ایجاد کند. با این وجود، هیده‌یوشی به اصرار همسر اصلی اولش که همدردی شدید با مسیحیت داشت، نامه‌های اجازه‌ای به کوئیلو صادر کرد که به کشیش‌های یسوعی اجازه می‌داد آزادانه در ژاپن اقامت کنند. هیده‌یوشی همچنین زمینی در نزدیکی قلعه اوساکا به کوئیلو اعطا کرد. مجوزهای اعطا شده به یسوعیان نسبت به بوداییان در آن زمان برتر بود.
هیده‌یوشی در ژوئیه ۱۵۸۷ پس از فتح موفقیت‌آمیز کیوشو از فوکوئوکا بازدید کرد و کوئلیو هیده‌یوشی را در کشتی خود پذیرایی کرد. هیده‌یوشی پس از مشورت با برخی از مشاوران خود، در نیمه شب کوئیلو را بیدار کرد و یک سری پرسش‌هایی در مورد اهداف مأموریت آنها پرسید. کوئلیو به بهترین شکل ممکن پاسخ داد، اما صبح روز بعد هیده‌یوشی فرمان اخراج مبلغان مسیحی از ژاپن را صادر کرد که به همه یسوعیان دستور داد ظرف بیست روز ژاپن را ترک کنند. در حالی که در نهایت زمان بیشتری برای رسیدن کشتی بزرگ به آنها داده شد، هیده‌یوشی به ممنوعیت نمادهای مسیحی ادامه داد و به مسیحیان ژاپنی دستور داد که از درد مرگ چشم‌پوشی کنند. سپس کوئیلو تلاش ناموفقی برای تهیه اسلحه از گوا، ماکائو و مانیل به منظور مسلح کردن اربابان یا دایمیوهای مسیحی علیه هیده‌یوشی انجام داد. هیده‌یوشی هرگز این فرمان را عملاً اجرا نکرد زیرا از برهم زدن روابط تجاری با پرتغال می‌ترسید. مسیحیت در دههٔ ۱۵۹۰ دوباره در اوساکا ظهور کرد.
کوئلیو در سال ۱۵۹۰ درگذشت.